# Pieter ten Bosch
Pieter ten Bosch (Tiel, 18 mei 1836 - 's-Gravenhage, 30 april 1922) was een Nederlandse viceadmiraal, commandant van de zeemacht in Nederlands-Indië en lid van de Raad van State.

## Familie
Ten Bosch was een lid van de in het Nederland's Patriciaat opgenomen familie Ten Bosch en zoon van de Tielse wijnkoper Johannes Diederik ten Bosch (1804-1876) en Christina Jeannetta de Ridder (1816-1870). Hij trouwde in 1864 met Jacoba Maria van Lidth de Jeude (1842-1925); uit dit huwelijk werden acht kinderen geboren, onder wie de latere luitenant-generaal Johan Lambert ten Bosch.

## Loopbaan
Ten Bosch werd op 1 oktober 1849 benoemd tot adelborst bij het Koninklijk Instituut voor de Marine te Medemblik en bij Koninklijk Besluit van 26 augustus 1852 per 1 september van dat jaar benoemd tot adelborst der eerste klasse bij de Koninklijke Militaire Academie te Breda. Hij werd in 1855 bevorderd tot luitenant-ter-zee tweede klasse en werd in 1858 benoemd tot ridder vierde klasse in de Militaire Willems-Orde; hij kreeg deze onderscheiding wegens zijn gedrag op 9 april 1858 als luitenant-ter-zee tweede klasse tijdens de tocht op het stoomschip Merapi in de strijd tegen zeerovers.

### Kruistocht naar de Tambelan- en Natoena-eilanden

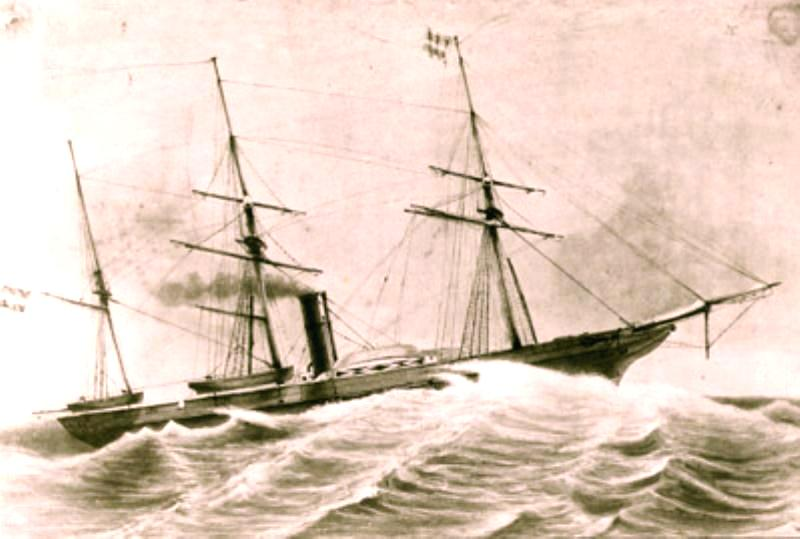
Zr. Ms. raderstoomschip tweede klasse Merapi, waarop Ten Bosch voer

Het stoomschip Merapi, waarop Ten Bosch als luitenant-ter-zee tweede klasse geplaatst was, maakte in april 1858 een kruistocht tot opsporing van zeerovers naar de Tambelan- en Natoena-eilanden. Op Groot-Natoena in de Straat la Place vernam men van de panghoeloe van het eiland Sedanaon dat er enige dagen tevoren 7 roversprauwen zich ten oosten van dat eiland voor de kampong hadden vertoond en 13 mensen hadden meegenomen. De Merapi stoomde de 4de april naar Seloeang, terwijl de panghoeloe 6 gewapende prauwen ter opsporing van de zeerovers uitzond, die men echter niet kon vinden. Van het eiland Seloeang werden 2 voor de rovers gevluchte inlanders en 5 anderen aan boord van de Merapi opgenomen. De Merapi zette de kruistocht met de kruisboot nummer 31 voort tot aan Poeloe Laut en langs het eiland Semiane maar ontmoette geen zeerovers en keerde daarna naar de Straat la Place terug. De 9de april ontdekte Ten Bosch, terwijl hij bezig was met de kruisboot en een sloep een opname te maken tussen de eilanden Batong en Lagong, op een halve mijl afstand van de Merapi 7 roversprauwen.
De bemanning van deze prauwen zag de Merapi niet omdat een uitstekende rotspunt hen het zicht belette; de rovers kwamen schreeuwend op de kruisboot af maar roeiden, toen zij de Merapi uiteindelijk zagen, snel naar het eiland Sedebap. De kruisboot ging direct onder zeil en volgde al vurend de zeerovers. De zeerovers probeerden via de zuidelijke opening tussen Sedebap en Poeloe Lagong te ontkomen; deze doorgang was voor de Merapi niet bevaarbaar; De rovers, steeds achtervolgd door de kruisboot, wierpen alles wat zwaar was overboord, bereikten Poeloe Roeolo en probeerden via het oosten te ontkomen toen zij de Merapi ten westen het eiland zagen omstomen. Uiteindelijk wisten de zeerovers tijdens het vallen van de avond te ontkomen; zij hadden echter een prauw en al hun kostbaarheden moeten achterlaten. Bij het eiland Sedanaon ontmoette de Merapi Zr. Ms. stoomschip Celebes en beide schepen stoomden vervolgens samen naar de Straat la Place. De Merapi bezocht vervolgens nog het eiland Sirhassan, waar ook zeerovers waren gesignaleerd, de hooijberg- en Arundel-eilanden, onderzocht vervolgens samen met de Celebes de noordwestkust van Borneo en keerde uiteindelijk naar Batavia terug.
Ten Bosch werd met ingang van 1 augustus 1865 bevorderd tot luitenant-ter-zee eerste klasse; hij diende toen op het wachtschip te Willemsoord en werd met ingang van 20 augustus van dat jaar op non-activiteit geplaatst. Hij werd vervolgens geplaatst op de rol van het wachtschip te Hellevoetsluis en in februari 1867 opnieuw op non-activiteit geplaatst. Op 16 september van dat jaar werd hij als commandant geplaatst op Zr. Ms. schroefstoomschip Zoutman en vervolgens op het wachtschip te Willemsoord benoemd (tot april 1869); dat was samen met luitenant-ter-zee tweede klasse E. Simon van der Aa, die in 1882 als commandant van de rammonitor Zr. Ms. Adder, met alle opvarenden zou omkomen tijdens de ramp met het schip.

### Expeditie naar de westkust van Guinea

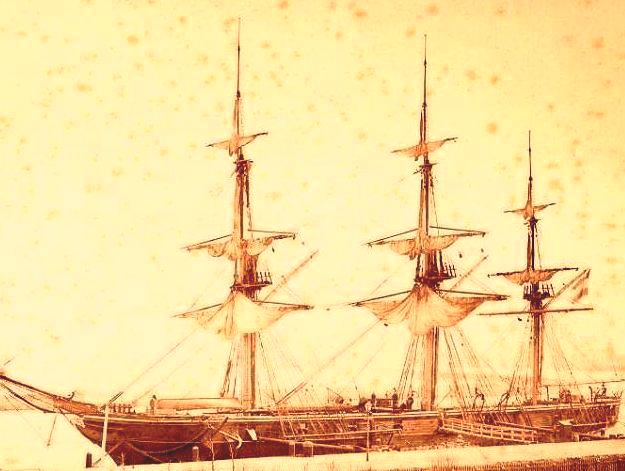
Zr. Ms. stoomschip Vice-admiraal Koopman, waarover Ten Bosch het commando voerde

Met ingang van de 21ste juli 1869 werd Zr. Ms. stoomschip Vice-admiraal Koopman, liggend te Willemsoord, in dienst gesteld, met bestemming een expeditie naar de westkust van Guinea te maken; het commando werd opgedragen aan kapitein-luitenant-ter-zee B.D. van Trojen. De overige bemanning bestond uit de volgende officieren: Ten Bosch als eerste officier, de luitenants-ter-zee tweede klasse H. Quispel, H.L. Cadet, L. Backer Overbeek en de adelborsten eerste klasse L.J.K.A. Jeekel, J.C. Hora Siccama, L.A.H. Lamie en J.A. Kloek. Verder waren aan boord aanwezig de officier van gezondheid tweede klasse C.J. van Stockum, officier van administratie tweede klasse G.H. Verboom, de scheepsklerk P.A. Molenaar en eerste luitenant der mariniers F.A. van Braam Houckgeest. Commandant Van Trojen, in 1870 stationscommandant aan de westkust van Guinea, schreef dat jaar een rapport aan het Department van Marine, waarbij hij tevens het rapport van Ten Bosch inzake de krijgsverrichtingen te Commendah in 1869 weergaf.

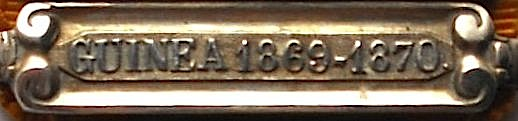
Ten Bosch droeg de Guinea-gesp

Nadat in de vroege morgen van de tiende november de bij beschikking van 8 november 1869 nummer 3 onder hem gestelde macht zich had opgesteld op de landingsplaats te Elmina kon om 7 uur de tocht worden begonnen en marcheerde de troep naar de 2 uur verder gelegen krom Ampenie. De volgende dag werd de landingsplek te Commany bereikt, waar een hoop volk zich in het bos erachter verzameld had. Om 7 uur werd de landingsplaats bezet en werd er positie genomen om Commendah aan de zuidoostzijde te bestormen. Ten Bosch rukte met zijn troepen Commendah binnen terwijl luitenant-ter-zee F.W. Hudig het fort bezette en de vlag erop hees. Eerste luitenant der mariniers Van Braam Houckgeest verkende hierop het terrein aan de noordzijde maar de vijand had zich verscholen in de struiken; aan de voorkant van het bos had echter toch een kort gevecht plaats. Omdat de manschappen leden onder de hitte en de dorst besloot Ten Bosch de vervolging van de vijand te staken en een geschikte plaats op te zoeken voor een versterkte positie. Het fort te Commendah was een ruïne en voor Europeanen geheel onbewoonbaar en dus werden de manschappen gelegerd op het strand. Ten Bosch werd voor zijn verrichtingen aan de westkust van Guinea bij Koninklijk Besluit van 23 april 1870 nummer 21 bevorderd tot ridder in de Militaire Willems-Orde derde klasse.

### Zeereizen

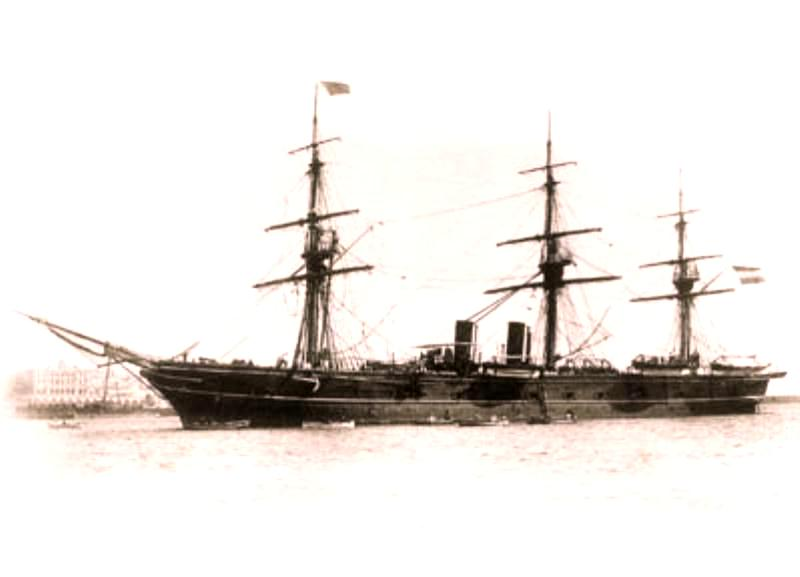
Zr. Ms. Tromp, waarover Ten Bosch het commando voerde

Naar aanleiding van Z.M. besluit van 4 juni 1879 nummer 15 werden, met ingang van 6 juni, Zr. Ms. ramschip Stier, liggend te Willemsoord, en Zr. Ms. monitors Krokodil en Adder, liggend te Hellevoetsluis, in dienst en respectievelijk onder bevel gesteld van kapitein-luitenant-ter-zee jhr. J.H.P. von Schmidt auf Altenstadt en de luitenants-ter-zee eerste klasse J.H. Kommijs en Ten Bosch. In augustus 1880 maakte Ten Bosch deel uit van de examencommissie voor de overgangsexamens van adelborsten der tweede klasse tweede afdeling bij het Koninklijk Instituut voor de Marine. Ten Bosch werd bevorderd tot kapitein-luitenant-ter-zee en vervolgens tot kapitein-ter-zee; in deze rang voerde hij in 1883 het commando over Zr. Ms. schroefschip Tromp, waarmee hij in december van dat jaar Bahia bezocht. Hij was in deze tijd commandant van het Koninklijk Instituut voor de Marine (tot 1883, zijn opvolger was kapitein-luitenant-ter-zee G. Doorman) en adjudant van de prins van Oranje. In januari 1884 maakte Ten Bosch met de Tromp een oefentocht naar onder meer Montevideo, de westkust van Afrika en Port-au-Prince en begon op 24 juni van laatst genoemde plaats aan de reis terug naar Nederland.
Hij werd bij Koninklijk Besluit in augustus 1884 ontslagen van zijn functie van adjudant van de inmiddels overleden prins van Oranje.
Gedurende enige tijd was Ten Bosch werkzaam als leraar aan het Koninklijk Instituut voor de Marine en tevens commandant van het opleidingsvaartuig Urania; voor zijn verdiensten aldaar werd hij benoemd tot ridder in de Orde van de Nederlandse Leeuw. Daarnaast was hij enige tijd werkzaam als stationscommandant op de kust van Atjeh en als commandant van het artillerie-instructieschip.
Op 17 november 1884 vertrok Ten Bosch voor een tweede oefeningstocht met Zr. Ms. Tromp naar onder meer West-Indië; op de 8ste januari 1885 kwam het schip te La Guayra aan en de volgende dag vertrok Ten Bosch, vergezeld door enige officieren, voor een kort bezoek naar Curaçao. Vervolgens deed het schip Puerto Cabello aan en stevende toen naar Aruba, vanwaar het naar La Vela de Coro vertrok. Zowel te La Guayra als te Porto Cabello werd de Tromp met saluutschoten begroet; de état-major werd door de president van Venezuela met de Orde van Bolivar begiftigd. Op 21 april zou het schip, vergezeld door Zr. Ms. schroefstoomschip Alkmaar, onder bevel van kapitein-ter-zee A. Baron Collot d'Escury, de terugreis naar Nederland aanvaarden. Ten Bosch werd in maart 1888 benoemd tot Commandant der Zeemacht in Nederlands-Indië. Hij werd per 1 mei 1888 bevorderd tot schout-bij-nacht en vervolgens benoemd tot viceadmiraal.

### Latere loopbaan
Ten Bosch werd in 1891 benoemd tot adjudant in buitengewone dienst van koningin Wilhelmina, wat hij bleef tot zijn overlijden. Hij vroeg en verkreeg op 16 september 1892 eervol ontslag uit de zeedienst. Bij Koninklijk Besluit verkreeg hij in juni 1893 vergunning tot het aannemen en dragen der versierselen van het grootkruis in de Orde van Sint-Mauritius en Sint-Lazarus, hem door de koning van Italië geschonken.
Na zijn militaire loopbaan werd hij per 1 oktober 1893 benoemd tot lid van de Raad van State. Daar was hij eerst lid van de afdeling Marine, daarna van de afdeling Oorlog om vervolgens van 1907 tot 1920 voorzitter van de raadsafdeling Landbouw, Handel en Nijverheid te zijn. Toen hij in 1920 aftrad had hij zijn land niet minder dan 70 jaar gediend. Hij overleed in april 1922 op bijna 86-jarige leeftijd; tijdens zijn begrafenis werd de koningin vertegenwoordigd door haar adjudant in buitengewone dient, schout-bij-nacht J.J. Rambonnet, oud-minister van Marine en lid van de Raad van State.

## Onderscheidingen
- Ridder vierde klasse in de Militaire Willems-Orde
- Ridder derde klasse in de Militaire Willems-Orde
- Ridder in de Orde van de Nederlandse Leeuw
- Grootkruis in de Orde van Sint-Mauritius en Sint-Lazarus
- Ridder in de Orde van Bolivar